# 京町堀
京町堀（きょうまちぼり）は、大阪府大阪市西区の町名。現行行政地名は京町堀一丁目から京町堀三丁目。

## 地理
大阪市西区の北部に位置。北は江戸堀、南は靱本町、西は新なにわ筋を挟んで江之子島、東は阪神高速1号環状線を挟んで中央区道修町および平野町にそれぞれ接する。
地内に駅はなく、西側は阿波座駅、東側は肥後橋駅が最寄りである。

### 河川
- 京町堀川 - 1955年に埋立された廃河川。

## 歴史

### 地名の由来
大坂冬の陣の後、人口が少なくなっていた大坂に再び人を集めるための政策が取られた際、伏見城下の京町から移り住んだ商人の地であることが地名の由来とされる。
1931年（昭和6年）まで、西端部に雑喉場魚市場があった。

### 町名の変遷

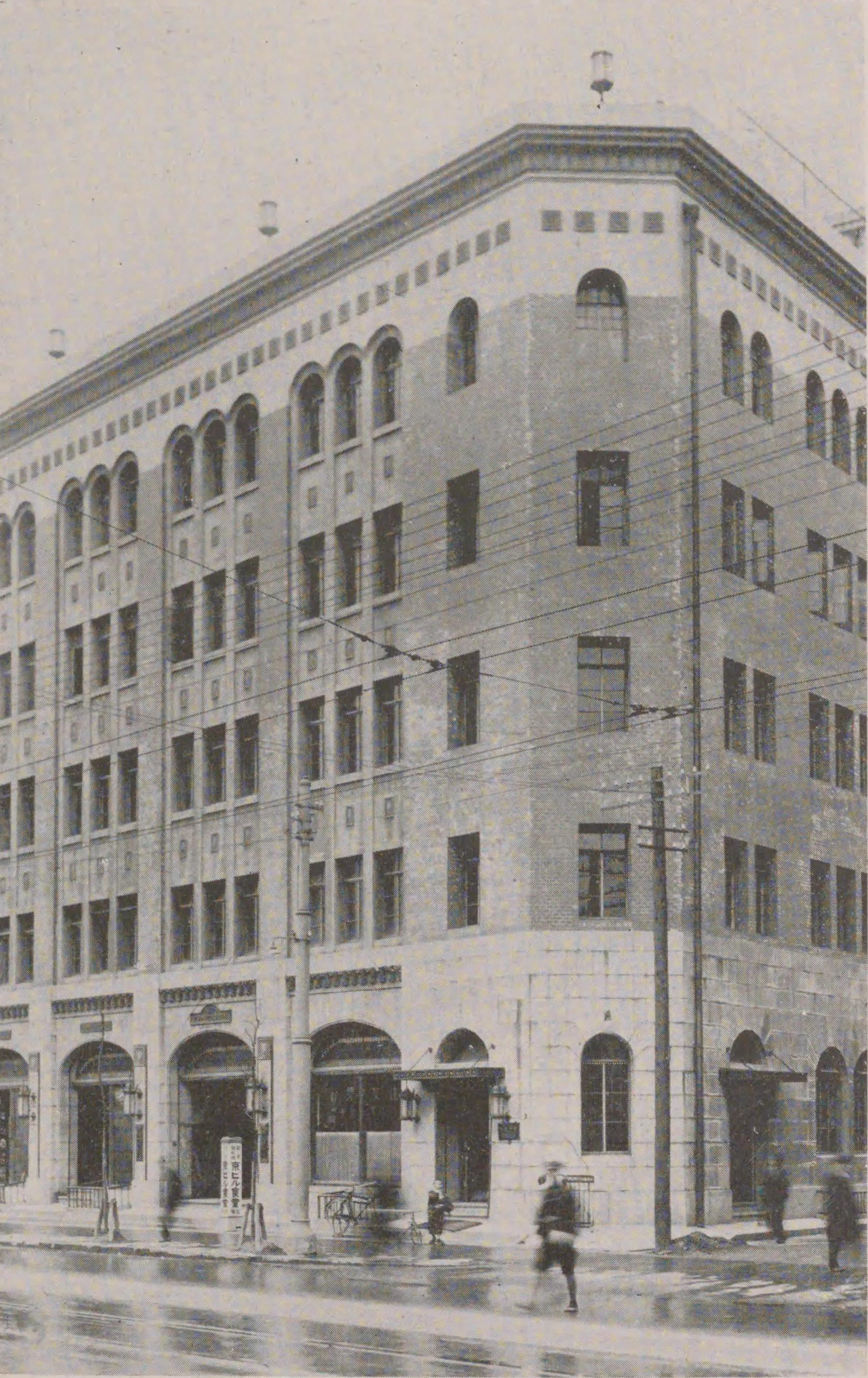
京町堀ビルディング

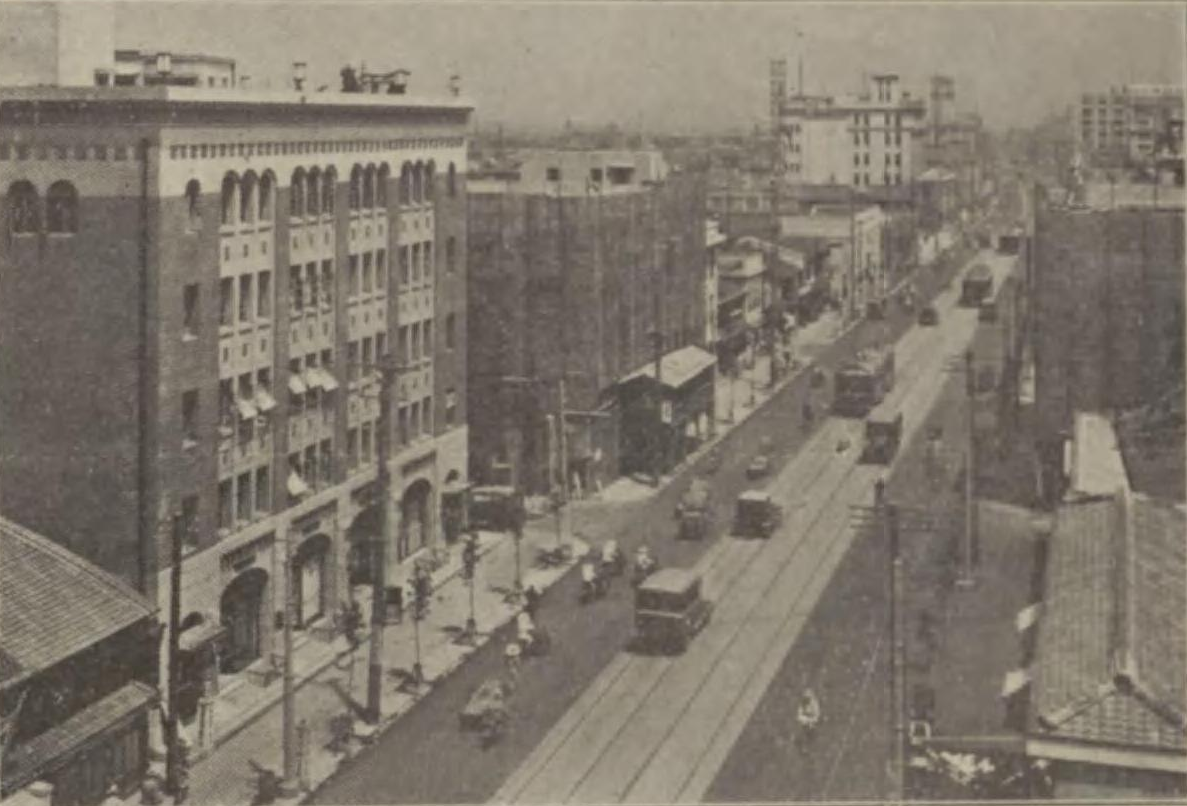
四つ橋筋（京町ビル周辺）

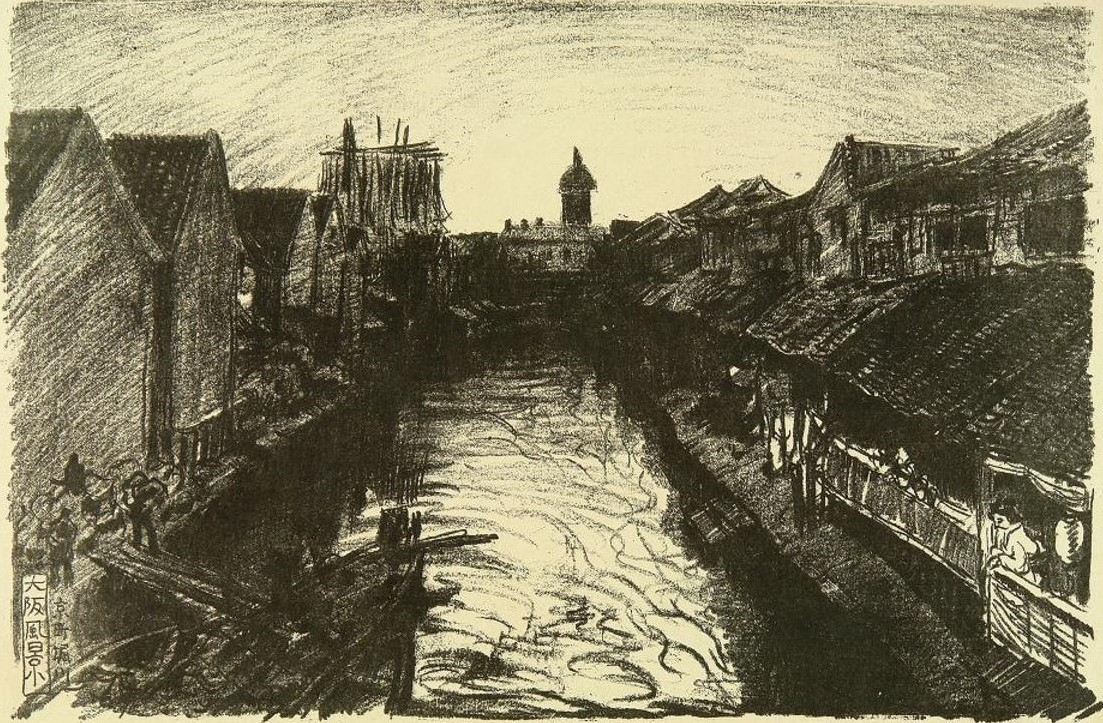
織田一磨『大阪風景「京町堀川」』

江戸時代の町名は、福井町・籠屋町・家根屋町・茶染屋町・新淡路町・坂本町・小右衛門町（こうえもんちょう）・兵庫町・石津町・京町堀1 - 5丁目の京町堀川以北・両国町・雑喉場町（ざこばちょう）となっていた。
1871年（明治4年）に京町堀1 - 5丁目の京町堀川以北を北京町堀1 - 3丁目に改編。翌1872年（明治5年）に京町堀上通1 - 5丁目・京町堀通1 - 5丁目に改編。1961年（昭和36年）に京町堀1 - 5丁目に改編。1977年（昭和52年）に京町堀1 - 3丁目の現行行政地名を実施。

## 世帯数と人口
2019年（平成31年）3月31日現在の世帯数と人口は以下の通りである。
| 丁目         | 世帯数    | 人口    |
| ------------ | --------- | ------- |
| 京町堀一丁目 | 701世帯   | 1,010人 |
| 京町堀二丁目 | 1,068世帯 | 1,649人 |
| 京町堀三丁目 | 650世帯   | 1,007人 |
| 計           | 2,419世帯 | 3,666人 |

### 人口の変遷
国勢調査による人口の推移。
| 1995年（平成7年）  | 1,639人 | [ 5 ] |  |
| 2000年（平成12年） | 1,540人 | [ 6 ] |  |
| 2005年（平成17年） | 2,229人 | [ 7 ] |  |
| 2010年（平成22年） | 3,255人 | [ 8 ] |  |
| 2015年（平成27年） | 3,440人 | [ 9 ] |  |

### 世帯数の変遷
国勢調査による世帯数の推移。
| 1995年（平成7年）  | 845世帯   | [ 5 ] |  |
| 2000年（平成12年） | 796世帯   | [ 6 ] |  |
| 2005年（平成17年） | 1,525世帯 | [ 7 ] |  |
| 2010年（平成22年） | 2,213世帯 | [ 8 ] |  |
| 2015年（平成27年） | 2,152世帯 | [ 9 ] |  |

## 学区
市立小・中学校に通う場合、学区は以下の通りとなる。なお、小学校・中学校入学時に学校選択制度を導入しており、通学区域もしくは隣接する校区の小学校・中学校から選択することも可能。
| 丁目         | 番 | 小学校               | 中学校               |
| ------------ | --- | -------------------- | -------------------- |
| 京町堀一丁目 | - 2番4号（一部） - 2番5 - 7号 - 2番8号（一部） - 3番4号（一部） - 3番5 - 13号 - 8番3号（一部） - 8番4 - 16号 - 8番17号（一部） | 大阪市立明治小学校   | 大阪市立花乃井中学校 |
| 京町堀一丁目 | その他 | 大阪市立西船場小学校 | 大阪市立花乃井中学校 |
| 京町堀二丁目 | 全域 | 大阪市立西船場小学校 | 大阪市立花乃井中学校 |
| 京町堀三丁目 | 全域 | 大阪市立西船場小学校 | 大阪市立花乃井中学校 |

## 事業所
2016年（平成28年）現在の経済センサス調査による事業所数と従業員数は以下の通りである。
| 丁目         | 事業所数  | 従業員数 |
| ------------ | --------- | -------- |
| 京町堀一丁目 | 573事業所 | 6,548人  |
| 京町堀二丁目 | 145事業所 | 1,324人  |
| 京町堀三丁目 | 71事業所  | 1,520人  |
| 計           | 789事業所 | 9,392人  |

## 施設

### 公園
- 花乃井公園
- 江戸堀公園
- 西船場公園
- 靭公園

### 企業
- アーバンリサーチ
- マルカイコーポレーション

## 交通

### 鉄道
- 地内に駅はなく、大阪市高速電気軌道 (Osaka Metro) の阿波座駅および肥後橋駅。

### 道路
高速道路
- 阪神高速1号環状線
- 阪神高速3号神戸線

主要地方道
- 大阪府道41号大阪伊丹線（なにわ筋）
- 大阪府道29号大阪臨海線（新なにわ筋）
- 大阪市道南北線（四つ橋筋）
- あみだ池筋

## 出身者
- 笑福亭松鶴 (6代目)  - 落語家

## その他

### 日本郵便
- 〒550-0003[3]（集配局：大阪西郵便局[12]）。